# János Konrád
János Konrád (Budapest, 27 agosto 1941 – Budapest, 26 novembre 2014) è stato un pallanuotista ungherese, vincitore di una medaglia d'oro alle Olimpiadi di Tokyo 1964 e di due medaglie d'argento a Città del Messico 1968 e Roma 1960, oltre che di un oro agli europei di Lipsia 1962 e di due ori alle Universiadi. È stato allenatore dell'Orvosegeytem (con cui vinse un'edizione della Coppa dei Campioni ed una Supercoppa LEN) e della nazionale femminile ungherese, con cui ottenne tre argenti europei e un bronzo europeo. Alla guida della nazionale maschile, invece, raggiunse un terzo posto in Coppa del Mondo.